# Exocentrus sublateralis
Exocentrus sublateralis är en skalbaggsart som beskrevs av Stefan von Breuning 1956. Exocentrus sublateralis ingår i släktet Exocentrus och familjen långhorningar.
Artens utbredningsområde är Kenya. Inga underarter finns listade i Catalogue of Life.